# Nora Çashku
Nora Çashku (ur. 31 marca 1952 w Korczy) – albańska pianistka i pedagożka, profesor fortepianu na Uniwersytecie Sztuk w Tiranie. 

## Życiorys
Rozpoczęła studia w 1970 roku na Uniwersytecie Sztuk w Tiranie pod kierunkiem prof. Margarity Kristidhi. Od 1973 roku kontynuowała naukę w Bukareszcie w Konserwatorium Muzycznym im. Çipriana Porumbescu u prof. Gheorgha Halmoşa. Uzyskała tytuł profesora w 1999 roku. Od 1997 do co najmniej 2000 roku była dziekanem Wydziału Muzycznego Uniwersytetu Sztuk w Tiranie, a w latach 2008–2011 była kierownikiem katedry fortepianu na tejże uczelni.
Pracuje jako profesor fortepianu na Uniwersytecie Sztuk w Tiranie. Wykształciła ponad 90 pianistów; jej uczniami byli m.in.: Jenny Afezolli, Jusuf Beshiri, Rudina Ciko, Erga Halilaj, Lea Kilica, Zana Ngela, Erjona Nurcelli, Klejda Tare, Ida Tili-Trebicka, Fjorda Veizaj. Odkryła także talent muzyczny u młodej Jonidy Maliqi.